# Buckfastská včela

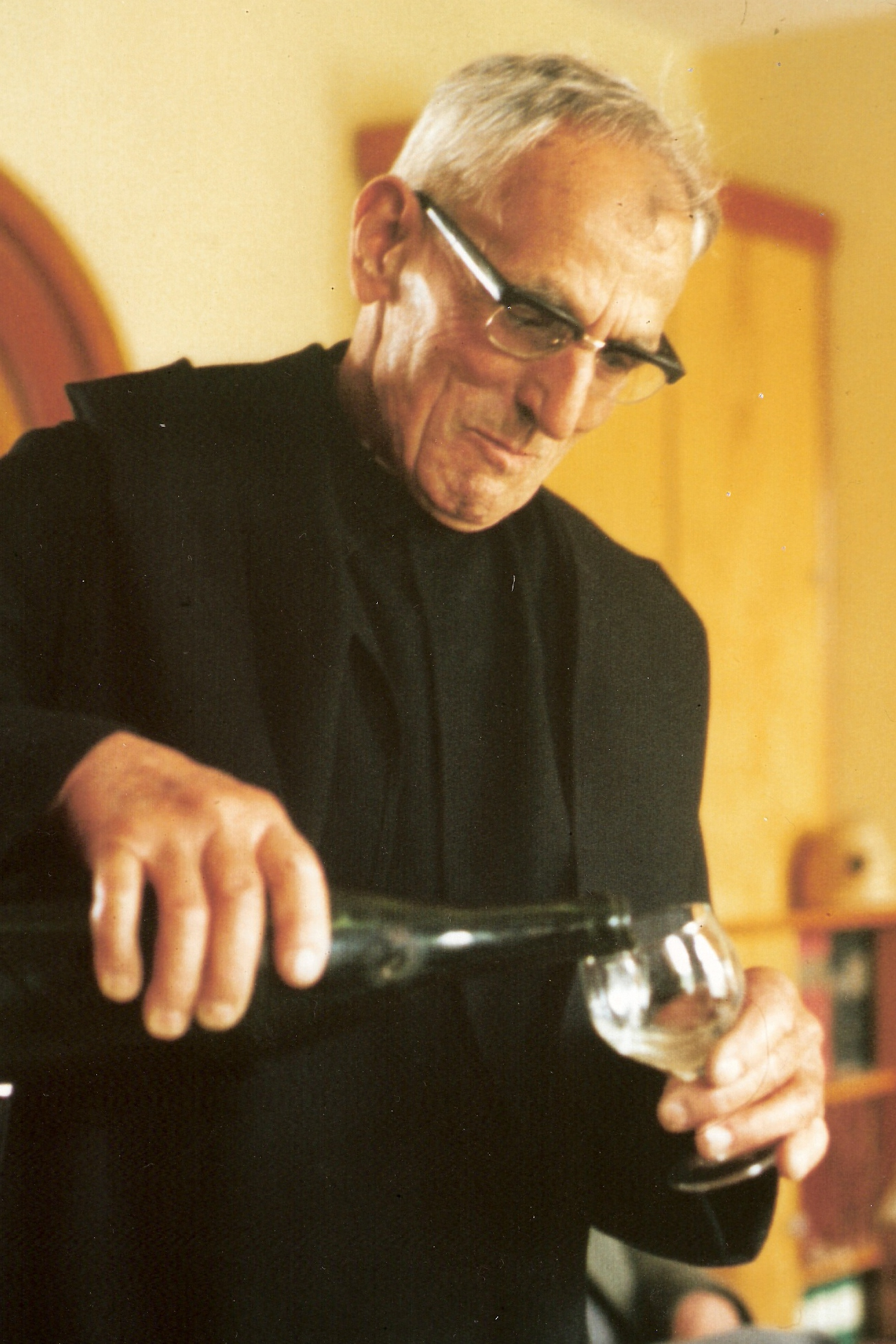
Bratr Adam (Karl Kehrle, r. 1991)

Buckfastská včela (Apis mellifera buckfast-hybrid) je uměle vyšlechtěný poddruh včely medonosné v důsledku křížení 7 plemen včel.
- Včela medonosná vlašská (Apis mellifera ligustica),
- Včela medonosná tmavá (Apis mellifera mellifera z Velké Británie),
- Včela medonosná tmavá (Apis mellifera mellifera z Francie),
- Včela medonosná anatolská (Apis mellifera anatoliaca),
- Včela medonosná řecká (Apis mellifera cecropia).

Buckfastská včela také obsahuje geny ze dvou plemen afrických včel.
- Včela medonosná saharská (Apis mellifera sahariensis),
- Včela medonosná horská (Apis mellifera monticola),
- nikoli však: Včela medonosná středoafrická (Apis mellifera scutellata).

Byla vyšlechtěná ve 20. letech 20. století bratrem Adamem (vl. jménem Karl Kehrle, nar. 1898, Německo), mnichem, který měl na starosti včelín v anglickém benediktinském opatství Buckfast Abbey v Buckfastleigh. Zpočátku se jednalo o křížence včely tmavé, žijící tehdy v Anglii, a včely vlašské. Během desetiletí kombinovaného šlechtění a důsledného výběru vytvořil včelu, která kombinuje nejcennější vlastnosti různých plemen včel. Od roku 1970 v práci bratra Adama pokračovalo a zdokonalovalo ji několik chovatelů včel, především v západní a severní Evropě a také v severní Americe. Včela je mírná, nerojivá, velmi dobře snáší zimování. Ploduje velmi hojně (plodování se v zimě na krátkou dobu zastaví, proto je třeba zajistit zimní zásoby v dostatečném množství) – kladení matky v zimním období by se mělo cíleně omezovat.

## Historie
Počátkem 20. století byla populace včel tmavých na jihu Britských ostrovů decimována roztočovou nemoci akarinózou (též akarapidóza), tehdy v Anglii známou jako „nemoc z ostrovů Wight“. Parazit způsobující toto onemocnění, roztočík včelí (Acarapis woodi), napadá především průdušnice mladých včel. Bratr Adam, který hledal záchranu pro ohrožení včel, začal křížit původní včely s jinými plemeny a vytvořil tak včelu, která byla odolnější vůči parazitním chorobám. Na konci 20. století v Anglii akarinóza téměř vymizela.

## Kontroverze a situace v Česku
Od počátku 70. let, 20. století, se v Československé socialistické republice intenzivně pracovalo na šlechtění včely kraňské a byla vyšlechtěná jedna z nejčistší genetické linie plemene včely kraňské v Evropě. Toto plemeno včel (Apis mellifera carnica) má svůj původ v kraňském regionu, který dnes leží na území Slovinska. Včela kraňská je nejoblíbenějším plemenem v České republice a mezi včelaři je považována za dlouholetý standard a normu.
V konzervativním českém včelařském prostředí je buckfastská včela přijímaná z rozpačitosti. Jedná se o hybridní plemeno, vzniklé křížením mnoha světových druhů včel medonosných a tento směr je v naprostém protikladu zažitým zvyklostem. Mnoho včelařů považuje včelu buckfastskou za hrozbu a degradaci genetického dědictví včely kraňské v České republice.